# Estádio Brigadeiro Médico José da Silva Porto
Estádio Brigadeiro Médico José da Silva Porto – stadion piłkarski, w Fortaleza, Ceará, Brazylia, na którym swoje mecze rozgrywa klub Calouros do Ar Futebol Clube.